# 中型機槍
中型機槍（medium machine gun，簡稱MMG）是一個近代槍械用語，泛指發射全威力步枪彈（例如7.62×51 NATO及7.62×54R）、彈鏈供彈、具全自動火力的機槍。中型機槍一般具有可拆式重槍管、氣冷（少數為水冷）、兩腳架，可由一至兩名步兵直接攜行及操作，通常裝備連、營級單位，普遍重約15至40磅，火力、尺寸和重量界乎於輕機槍與重機槍之間。与之相对的发射专用大口径机枪弹的自动火器称为狭义的重机枪或大口径机枪。
中型機槍比相同口徑的選射步槍具有更佳的持續火力和穩定性，比重機槍靈活，可通用於兩腳架、三腳架及機槍座上。
由於戰場需求的轉變，中型機槍漸漸被更為輕巧的通用機槍（GPMG）取代。